# نظام الإحداثيات القطبية

نقطتان في نظام إحداثي قطبي. حيث القطب هو النقطة O وحيث المحور هو المستقيم L. بالأخضر، النقطة لها إحداثي شعاعي مساو لثلاثة وإحداثي زاوي مساو لستين درجة أو (3,60°). بالأزرق، النقطة لها إحداثيات قطبية (4,210°).

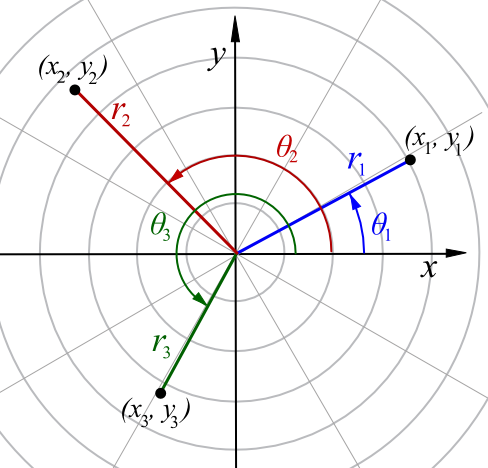
ثلاثة زوايا ثنائية الأبعاد لتمثيل نظام الإحداثيات القطبي مقارنة بالديكارتي

في الرياضيات والفيزياء، نظام الإحداثيات القطبية (بالإنجليزية: Polar coordinate system)‏  هو نظام إحداثيات ثنائي الأبعاد حيث يحدد مكان كل نقطة في المستوى بواسطة المسافة التي تفصل النقطة عن مركز ما، وبزاوية بين المستقيم المار من المركز والنقطة ذاتها، من جهة، ومستقيم مرجعٍ ما من جهة ثانية. هو مجموعة متغيرات تمكن من معرفة مكان نقطة ما في مستوى ثتائي الأبعاد.
على عكس الإحداثيات الديكارتية الذي يستعمل ثلاثة أبعاد (x، y، z) لتحديد موقع نقطة في الفراغ، يستعمل نظام الإحداثيات الكروية أو القطبي نصف القطر ρ وزاوية المسقط على الدائرة الاستوائية θ وزاوية المسقط على الدائرة القطبية φ.
حيث يتم تحديد كل نقطة في المستوى بالكامل بزاوية (أو أكثر) وبُعد. هذا النظام مفيدا بشكل خاص في الحالات التي يكون فيها من السهل التعبير عن العلاقة بين نقطتين من حيث الزاوية والمسافة، كما هو الحال في البندول على سبيل المثال. في هذه الحالة، سيشمل نظام الإحداثيات الديكارتية، الأكثر استخدامًا، استخدام الصيغ المثلثية للتعبير عن مثل هذه العلاقة. وبما أنه نظام ثنائي الأبعاد، يتم تحديد كل نقطة بواسطة إحداثيات قطبية توصف بمتجه شعاعي وزاوية.

## التاريخ
قدم غريغوريوس سانت فنسنت وبونافنتورا كافاليري هذا المفهوم بشكل مستقل في منتصف القرن السابع عشر. كتب سانت فنسنت حول هذا الموضوع عام 1625 ونشرت أعماله في 1647، في حين نشرت كتابات كافاليري في عام 1635، وتم إنشاء النسخة المصححة في عام 1653.